# Pogost
Pogost ist eine seit dem Jahr 2005 aktive Funeral-Doom-Band.

## Geschichte
Das Ein-Personen-Projekt Pogost des belarussischen Musikers „Temnarod“ (Zaklon, Defunctus Astrum) debütierte 2005 über das von „Temnarod“ unterhaltene Independent-Label Forestland Productions mit Вечно спящим …. Im Jahr 2009 erschien mit Слуги пепла über Satanarsa Records ein zweites Studioalbum des Projektes. Слуги пепла wurde von Bertrand Marchal für Doom-Metal.com als „wenn auch völlig unoriginell, doch extrem fesselnd“ beurteilt. Weitere Veröffentlichungen blieben nachkommend aus und die Fortführung von Pogost ist ungeklärt.

## Stil
Die Musik von Pogost entspricht jener des „Blackened Funeral Doom“. Zum einordnenden Vergleich verweisen Rezensenten auf Genrevertreter wie Wraith of the Ropes, Nortt, Thergothon und Of Darkness, derweil der Gesang zwischen „angstvollen Schreie im Stile von Bethlehem und gesprochenen Passagen“ variiere. Die Arrangements seien indes schlicht sowie simpel, jedoch wirksam in einer Reduzierung auf „dröhnend-traurige Gitarren, heisere Schreie, langsames Schlagzeugspiel“ und ein „trauriges Klavier“.

## Diskografie
- 2005: Вечно спящим … (Album, Forestland Productions)
- 2009: Слуги пепла (Album, Satanarsa Records)